# Antiteisme
L'antiteisme és una postura filosòfica que va més enllà de l'ateisme, en no tan sols negar l'existència de Déu, sinó lluitar contra l'existència d'aquesta mateixa idea. Les arrels etimològiques de la paraula són gregues: anti- i theismos. L'antiteisme ha estat adoptat com a etiqueta per aquells que consideren el teisme perillós, destructiu o encoratjador de comportaments nocius.
El terme pot tenir diferents interpretacions; en un context secular, es refereix a l'oposició directa a les religions organitzades o a la creença en un déu, mentre que en un context teista, es refereix a l'oposició a un déu o déus específics.
Un altre significat del terme «antiteisme», més proper a la seva etimologia, planteja l'oposició al teisme (però no al deisme), és a dir, la creença en l'existència d'un Déu personal, creador de l'univers però exterior a aquest i d'una naturalesa diferent d'ella mateixa. Aquest significat no exclou de cap manera el sentit del Diví o del sagrat, sinó en una concepció radicalment monista com la de Spinoza o Einstein, o com la de l'hinduisme o el taoisme.

## Oposició al teisme
La doctrina antiteista es basa en el principi d'autoritat formulat per l'anarquista d'origen francès Pierre-Joseph Proudhon, que sosté que el poder polític se sustenta en la creença en un déu que origina, ocupa la cúspide i encapçala l'escala jeràrquica de dominació, i que aquest déu seria el reflex i el justificatiu de l'existència del govern, i viceversa. El principi d'autoritat i, per tant, la predisposició a obeir l'Estat, se sustenta sobre la creença que sempre hi ha un ésser superior, suprem. Així, aquesta dependència de l'ésser humà respecte de Déu li impediria assumir la seva pròpia humanitat i, per tant, la llibertat. La religió suposaria la negació de la realitat de l'home i, en conseqüència, la seva alienació, on menysprea la naturalesa real i valora la metafísica irreal. Aquesta idea seria després àmpliament desenvolupada per Mikhaïl Bakunin en la seva obra Déu i l'Estat.
El principal difusor de la doctrina antiteista fou Mikhaïl Bakunin, que fonamentà l'origen ideològic de tota opressió en la creença en Déu. El principi d'autoritat i, per tant, la predisposició a obeir dels oprimits, se sustenta sobre la creença que un ésser pot ser superior, suprem. Així, aquesta dependència de l'home respecte a la idea de Déu li impedeix assolir la seva humanitat, i, en conseqüència, la llibertat. La religió suposa la negació de la realitat de l'home, i la seva alienació.
L'antiteisme anarquista afirma, en paraules de Bakunin: 
| « | Si Déu existís realment, caldria abolir-lo. | » |

capgirant una frase de Voltaire: «Si Déu no existís, caldria inventar-lo.»
Els anarquistes no plantegen l'ateisme com una cosa obligatòria ni per decret, sinó com una tasca d'educació i conscienciació voluntària, en el marc d'una filosofia naturista i d'una educació racionalista que no doni explicacions sobrenaturals als fets de la realitat. L'antiteisme anarquista difereix del marxisme antireligiós, ja que aquest últim va més enllà, en no únicament negar l'existència de déus, sinó promocionar obertament la seva oposició a la religió a través del control estatal.
El concepte permet una distinció entre la simple indiferència o apatia cap al teisme, l'ateisme, el pensament dels qui neguen l'existència de déu o l'agnosticisme, un rebuig o oposició cap a les creences religioses, com actitud intel·lectual que constata les limitacions del coneixement per poder afirmar o negar el concepte de l'absolut. Stefan Baumrin defineix un antiteista com «un ateu que intentaria convèncer els teistes que s'equivoquen». En la mateixa línia, Greg Epstein, de la Universitat Harvard, diu que «si l'ateisme és una absència de creença en un déu, l'antiteisme és la recerca activa dels pitjors aspectes de la fe en un déu, per tal de convertir-lo en una representació d'aquesta religió. L'antiteisme pretén culpar i extreure els creients de la seva religió, destacant l'estupidesa de les seves creences en un o més déus.».
L'antiteisme és reivindicat per aquells que veuen el teisme com a perillós i destructiu. Un exemple d'aquesta visió es troba a l'obra Letters to a Young Rebel (2001), en què Christopher Hitchens escriu:
| « | Ni tan sols soc ateu, sinó que soc antiteista; no només sosté que totes les religions són versions de la mateixa falsedat, sinó que considero que la influència de les esglésies i l'efecte de les creences religioses són positivament perjudicials. | » |

Hi ha altres antiteistes, com Friedrich Nietzsche, que sosté que l'home europeu descendent dels hiperboris ha d'assumir la gran i inevitable conseqüència de la mort a la societat occidental de Déu, del Déu judeocristià, el venjatiu i cruel Yahveh. La conseqüència de la mort de Déu és que els valors vigents a la societat occidental s'ensorren, segons el nihilisme, perquè la vida manca de significat objectiu, propòsit, o valor intrínsec. Segons Nietzsche, la superació del nihilisme es produirà quan el Superhome imposi els nous valors de la moral de senyors, destruint els valors de la moral d'esclaus. Resumint, destruïm els valors dels homes per posar al seu lloc els valors del Superhome, que ocuparà el lloc de Déu.

## Oposició a la idea de Déu
Altres definicions d'antiteisme inclouen la del filòsof catòlic francès Jacques Maritain (1953), per a qui és «una lluita activa contra tot allò que ens recorda Déu». La definició de Robert Flint (1877), professor de teologia a la Universitat d'Edimburg era semblant. La The Baird Lecturede Flint de 1877 es titulava Teories antiteistes. Va utilitzar «antiteisme» com un terme paraigua molt general per a tota oposició a la seva pròpia forma de teisme, que va definir com a la
| « | Creença que el cel i la terra i tot el que contenen deuen la seva existència i continuïtat a la saviesa i voluntat d'un Ésser suprem, autoexistent, omnipotent, omniscient, just i benèvol, que és diferent i independent de, allò que Ell ha creat. | » |

Flint va escriure:
| « | En tractar teories que no tenen res en comú excepte que són antagòniques al teisme, cal tenir un terme general per designar-les. Antiteisme sembla ser la paraula adequada. Per descomptat, té un significat molt més complet que el terme ateisme. S'aplica a tots els sistemes que s'oposen al teisme. Inclou, per tant, l'ateisme, però a part de l'ateisme, hi ha teories antiteistes. | » |

| « | El politeisme no és ateisme, perquè no nega que hi hagi una divinitat; però és antiteista perquè nega que només n'hi hagi una. El panteisme no és ateisme, perquè afirma que hi ha un déu; però és antiteisme, perquè nega que Déu sigui un ésser diferent de la creació i que posseeix atributs com la saviesa, la santedat i l'amor. Tota teoria que es nega a atribuir a un déu un atribut que és essencial per a una concepció digna del seu caràcter és antiteista. Només són atees aquelles teories que es neguen a reconèixer que hi ha proves fins i tot de l'existència d'un déu. | » |

Tanmateix, Flint també va reconèixer que l'antiteisme normalment s'entén de manera diferent de com el defineix. En particular, assenyala que s'ha utilitzat com una subdivisió de l'ateisme, descriptiu de l'opinió que el teisme ha estat rebutjat, més que com el terme més general que Flint preferia. Va rebutjar l'alternativa no teista:
| « | No només pel seu origen i caràcter híbrids, sinó també perquè és massa exhaustiu. Les teories de la ciència física i mental són no teistes, fins i tot quan en cap grau, directament o indirectament, s'oposen al teisme. | » |

## Altres definicions d'«antiteisme»
Christopher New (1993) va proposar una definició alterada de la paraula antiteisme com a part d'un experiment mental: S'imagina com serien els arguments per a l'existència d'un déu malvat i escriu:
| « | Els antiteistes, com els teistes, haurien cregut en un creador omnipotent, omniscient i etern; però mentre que els teistes de fet creuen que l'ésser suprem també és perfectament bo, els antiteistes haurien cregut que era perfectament dolent. | » |

La definició canviada de New ha reaparegut en el treball de W. A. Murphree.

## Altres termes semblants
L'oposició a l'existència d'un o més déus s'anomena sovint no teisme, o disteisme o misoteisme.
- Disteisme en realitat significaria «creença en una deïtat que no és benèvola».[25]
- Misoteisme, en sentit estricte, significa «odi a Déu».[26]

Alguns exemples de sistemes de creences basats en el principi d'oposició a l'existència d'un o més déus inclouen algunes formes de satanisme ateu i malteisme.